# Armée de l'air de l'Albanie
La force aérienne albanaise, Forcat Ajrore Shqiptare (FASH) en albanais, est la branche aérienne des forces armées albanaises. Actuellement, elle fonctionne sous le commandement des forces interarmées albanaises et elle est regroupée dans la Brigade aérienne albanaise, au sein des forces terrestres. Son commandement est situé à Tirana et elle exploite deux bases aériennes, la base aérienne de Kuçova et la base aérienne de Tirana. Elle dispose uniquement d'hélicoptère et de drones.
Elle dispose d’aucun avion de chasse, malgré son appartenance à l’OTAN.

## Histoire
La force aérienne albanaise a été fondée en Albanie en 1914, lorsque le gouvernement albanais a commandé trois avions "Lohner Daimler" de l'Autriche-Hongrie pour former la force aérienne albanaise.
Après la Seconde Guerre mondiale, la force aérienne albanaise a intensifié son développement à cause de la guerre froide. Le premier chasseur à réaction à entrer en service était le MiG-15, qui date officiellement du 15 mai 1955, suivi par le MiG-17. L'épine dorsale des chasseurs albanais est devenu le MiG-19, l'OTAN lui avait donné pour nom de code "Farmer". 24 MiG-19 PM ont été livrés par l'URSS en octobre 1959, et la même année des spécialistes ont été envoyés en URSS pour s'entraîner avec l'intercepteur MiG-19.
Après l'effondrement des relations entre l'URSS et l'Albanie, un nombre important de Shenyang J-6 (copie chinoise du MiG-19 S) ont été livrés en provenance de république populaire de Chine. Dans les années 1970, l'Albanie a échangé son lot de MiG-19 (OTAN code "Farmer-E") avec 148 Chengdu J-7. Deux d'entre eux ont été perdus dans des incidents dans les années 1970, huit avaient des problèmes avec le manque de batteries dans les années 1980.
Au total, au cours des années 1970 et début des années 1980, la force aérienne albanaise était en mesure de déployer 148 Chengdu J-7, 142 Shenyang J-6C, un escadron de combat équipé de 70 MiG-17, un nombre considérable de MiG-15 (à la fois BIS et UTI versions), et 24 avions de transport soviétiques Iliouchine Il-14. Tous ces appareils ont fait leurs preuves, notamment avec les incursions d'avions yougoslaves sur la frontière qui ont toutes été réglées avec succès. Un escadron de Y-5 a été déployé à Tirana et l'école aéronavale de Vlora eut 2 escadrons de Yak-18 pour servir d'avion d'entrainement pour les pilotes. L'hélicoptère principal de la force aérienne albanaise était le Harbin Z-5 dont 134 étaient basés à Tirana.
Après la chute du communisme, le gouvernement s'est équipé de quelques dizaines d'hélicoptères modernes, notamment les hélicoptères américains UH-1 Iroquois et les hélicoptères français Eurocopter AS532 Cougar tandis que l'aviation de combat, ainsi que tous ses avions à voilure fixe, a disparu faute de moyens en 2005.
Depuis 2006, la force aérienne albanaise a été renommée Brigade aérienne albanaise et intégrée au commandement conjoint des forces albanaises.
L’Albanie a commandé six drones et a reçu trois drones de combat « TB2 » pour renforcer sa flotte obsolète.

## Aéronefs
En 2005, la force aérienne albanaise a retiré tous ses aéronefs à voilure fixe et n'exploite plus que plusieurs types d'hélicoptères. 3 UH-60A de seconde main sont livrés à partir du 13 janvier 2024.
| Aéronef                 | Origine   | Image | Versions | En service [Quand ?] | Notes                             |
| ----------------------- | --------- | ----- | -------- | -------------------- | --------------------------------- |
| Agusta-Bell AB.205A-1   | Italie    |       |          | 3                    | Sur 12 appareils reçu depuis 2004 |
| Agusta-Bell AB.206C-1   | Italie    |       |          | 5                    | Sur 12 appareils reçu depuis 2002 |
| MBB Bo 105              | Allemagne |       |          | 4                    |                                   |
| Eurocopter EC145        | Allemagne |       |          | 2                    |                                   |
| AgustaWestland AW109    | Italie    |       |          | 1                    |                                   |
| Eurocopter AS532 Cougar | France    |       |          | 4                    |                                   |
| Bayraktar TB2           | Turquie   |       |          | 3                    | 6 commandés                       |

### Anciens aéronefs

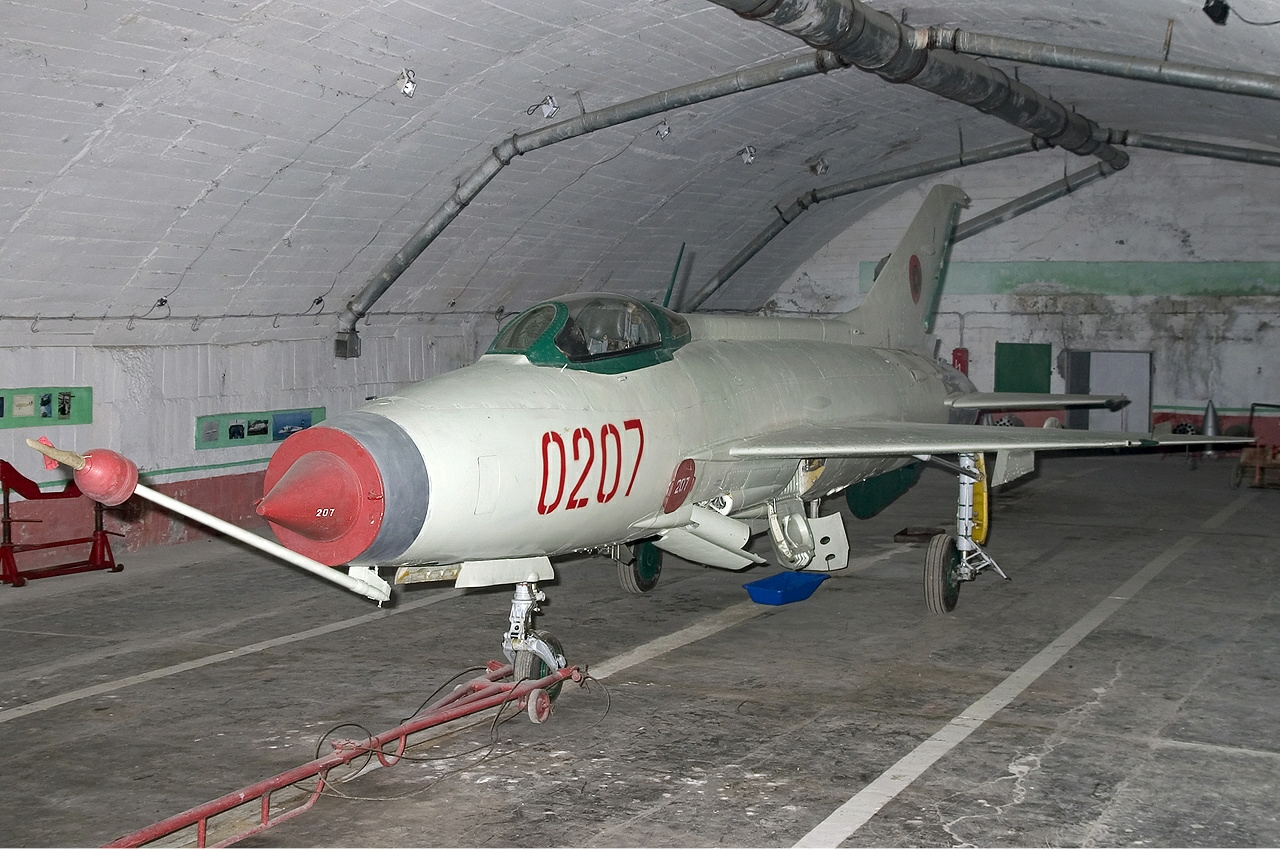
Un Chengdu F-7A

| Aéronefs de l'Albanie             |       |             | |
| Combat                            |       |             | |
| Désignation                       | Total | En service  | Rôle/Info |
| Chengdu F-7A                      | 12    | 1975-2004   | Avions livrés par la Chine. Il s'agit des tout premiers modèles de J-7 fabriqués par Shenyang et non pas de la version J-7I (aussi nommée J-7A) produite par Chengdu |
| Mikoyan-Gourevitch MiG-15bis      | 100   | 1955-2000   | Avions de combat livrés par l'URSS |
| Mikoyan-Gourevitch MiG-15UTI      | 24    | 1955-2000   | Avions d'entrainement |
| Mikoyan-Gourevitch MiG-19PM       | 24    | 1959-1965   | Avions de combat livrés par l'URSS |
| Shenyang F-5                      | 160   | 1962-2005   | Avions de combat livrés par la Chine |
| Shenyang FT-5                     | 40    | 1972-2005   | Avions de combat livrés par la Chine |
| Shenyang F-6/FT-6                 | 140   | 1962-2005   | Avions de combat livrés par la Chine |
| Yakovlev Yak-9P/V                 | 24    | 1951-1956   | Premiers avions de combat de l'Albanie depuis la Seconde Guerre mondiale                                                                                             |
| Bombardier                        |       |             | |
| Designation                       | Total | En service  | Rôle/Info |
| Iliouchine Il-28                  | 10    | 1957-1971   | Bombardiers livrés par l'URSS |
| Harbin H-5                        | 10    | 1971-1992   | Bombardiers livrés par la Chine |
| Transports                        |       |             | |
| Désignation                       | Total | En service  | Rôle/Info |
| Harbin Y-5 'Colt'                 | 26    | 1963-       | |
| Iliouchine Il-14M                 | 8     | 1957-1992   | Avions de transport livrés par l'URSS |
| Iliouchine Il-14P                 | 10    | 1971-1992   | Avions de transport livrés par l'URSS |
| Iliouchine Il-14T                 | 10    | 1971-1992   | Avions de transport livrés par l'URSS |
| Entrainement                      |       |             | |
| Designation                       | Total | En service  | Rôle/Info |
| Nanchang CJ-6                     | 40    | 1962-       | Avions d'entrainement toujours en service |
| Yakovlev Yak-11                   | 8     | 1952-1963   | Avions d'entrainement plus en service |
| Yakovlev Yak-18                   | 8     | 1952-1962   | Avions d'entrainement plus en service |
| Yakovlev Yak-18A                  | 36    | 1953-1962   | Avions d'entrainement plus en service |
| Autre                             |       |             | |
| Designation                       | Total | En service  | Role/Info |
| Lohner Type H                     | 3     | (cmd. 1914) | |
| Polikarpov Po-2                   | 16    | 1951-1964   | |
| Hélicoptères                      |       |             | |
| Designation                       | Total | En service  | Rôle/Info |
| Bell 222UT                        | 12    | 1991-       | Hélicoptères de transport de troupes |
| Eurocopter AS.350 Ecureuil        | 16    | 1986-       | Hélicoptères de transport de troupes et d'attaques |
| Aérospatiale SA-316C Alouette III | 8     | 1999-       | Pour le sauvetage, anciens appareils de la REGA |
| Harbin Z-5 (en)                   | 148   | 1967-2003?  | |
| Mil Mi-1                          | 12    | 1957-1960   | |
| Mil Mi-4A                         | 28    | 1957-1965   | |
| Mil Mi-8T                         | 46    | 1970-       | |